# Jorge Sánchez (futbolista nacido en 1993)
Jorge Alberto Sánchez López (Celaya, Guanajuato, México, 14 de febrero de 1993) es un futbolista mexicano. Juega como mediocampista y su club actual es el Real Estelí de la primera división de Nicaragua

## Trayectoria

### Clubes
| Club                   | País          | Año             | Partidos | Goles |
| ---------------------- | ------------- | --------------- | -------- | ----- |
| Celaya                 | México        | 2011 - 2012     | 31       | 1     |
| Veracruz               | México        | 2013            | 16       | 1     |
| Atlético San Luis      | México        | 2013            | 17       | 0     |
| Morelia                | México        | 2014            | 0        | 0     |
| Necaxa                 | México        | 2014            | 68       | 5     |
| Atlético San Luis      | México        | 2017-2021       | 107      | 4     |
| Alebrijes              | México        | 2021-Presente   | 31       | 6     |
| Correcaminos de la UAT | México        | 2022-2024       | 0        | 3     |
| Real esteli            | Nicaragua     | 2024 - presente |          |       |
| Total carrera          | Total carrera | Total carrera   | 270      | 17    |

 Actualizado al 4 de junio de 2022.

## Títulos

### Campeonatos nacionales
| Título             | Club                 | País   | Año  |
| ------------------ | -------------------- | ------ | ---- |
| Liga de Ascenso    | Necaxa               | México | 2014 |
| Liga de Ascenso    | Necaxa               | México | 2016 |
| Campeón de Ascenso | Necaxa               | México | 2016 |
| Ascenso MX         | Atlético de San Luis | México | 2018 |
| Ascenso MX         | Atlético de San Luis | México | 2019 |
| Campeón de Ascenso | Atlético de San Luis | México | 2019 |